# ملیکا محمدی
ملیکا محمدی (۹ فروردین ۱۳۷۹ – ۳ دی ۱۴۰۲) بازیکن فوتبال اهل ایران بود که در پست هافبک برای باشگاه فوتبال زنان خاتون بم و تیم ملی ایران بازی می‌کرد.وی در پی مرگ در سانحه رانندگی ، در استادیوم فجر بم ، در استادیوم شهرداری بم ، در استادیوم حافظیه شیراز و استادیوم آزادی در تهران تشیع و در پروازی باری به ایالات متحده آمریکا ارسال شد.

## زندگی شخصی
ملیکا محمدی ۹ فروردین ۱۳۷۹ در شیراز زاده شد. ملیکا به همراه خانواده خود در بتزدا، مریلند در ایالات متحده زندگی می‌کرد. وی برای تیم فوتبال دانشگاه اموری بازی می‌کرد جایی که وی مدرک کارشناسی علوم در رشته انسان‌شناسی و زیست‌شناسی انسان خود را دریافت کرد. او در ۱۵ سالگی به تیم فوتبال زیر ۱۹ سال زنان در ایران دعوت شد و بعد به انتخاب مریم آزمون، سرمربی تیم ملی فوتبال زنان ایران به این تیم دعوت شد.

## درگذشت
محمدی بامداد ۳ دی ۱۴۰۲ بر اثر سانحه رانندگی در ورودی شهر بم جان باخت. در این سانحه بهناز طاهرخانی و زهرا خواجوی هم‌تیمی‌های او نیز مجروح و راهی بیمارستان شدند.
مراسم خاکسپاری پیکر ملیکا محمدی ظهر دوشنبه ۴ دی ۱۴۰۲ با حضور ورزشکاران، مسئولان و دوستانش در زمین چمن ورزشگاه فجر بم برگزار شد. پس از وداع با هم تیمی‌ها به شیراز منتقل شد تا برای تدفین و خاکسپاری به کشور آمریکا انتقال یابد.